# Войнич Синьський
Войнич Синьський (хорв. Vojnić Sinjski) — населений пункт у Хорватії, у Сплітсько-Далматинській жупанії у складі міста Триль.

## Населення
Населення за даними перепису 2011 року становило 577 осіб.
Динаміка чисельності населення поселення:

## Клімат
Середня річна температура становить 13,14 °C, середня максимальна – 28,46 °C, а середня мінімальна – -2,04 °C. Середня річна кількість опадів – 887 мм.
| Клімат поселення                              | Клімат поселення | Клімат поселення | Клімат поселення | Клімат поселення | Клімат поселення | Клімат поселення | Клімат поселення | Клімат поселення | Клімат поселення | Клімат поселення | Клімат поселення | Клімат поселення | Клімат поселення |
| Показник                                      | Січ.             | Лют.             | Бер.             | Квіт.            | Трав.            | Черв.            | Лип.             | Серп.            | Вер.             | Жовт.            | Лист.            | Груд.            |                  |
| Середній максимум, °C                         | 9,30             | 10,55            | 13,89            | 17,61            | 22,19            | 26,03            | 28,46            | 28,44            | 23,37            | 18,47            | 12,94            | 10,06            |                  |
| Середня температура, °C                       | 3,63             | 4,88             | 8,22             | 11,94            | 16,52            | 20,37            | 23,53            | 23,50            | 18,43            | 13,54            | 8,00             | 5,14             |                  |
| Середній мінімум, °C                          | −2,04            | −0,78            | 2,56             | 6,27             | 10,85            | 14,69            | 18,60            | 18,57            | 13,49            | 8,59             | 3,09             | 0,19             |                  |
| Норма опадів, мм                              | 75               | 65               | 70               | 75               | 61               | 59               | 41               | 54               | 77               | 98               | 115              | 97               |                  |
| Середньомісячна швидкість вітру, м/с          | 2.47             | 2.78             | 2.94             | 2.76             | 2.46             | 2.21             | 2.22             | 2.06             | 2.27             | 2.36             | 2.82             | 2.81             |                  |
| Середньомісячна сонячна радіація, кДж/м²·день | 5479             | 8223             | 11896            | 16289            | 20186            | 22779            | 24410            | 21546            | 15990            | 10412            | 5950             | 4661             |                  |
| --------------------------------------------- | ---------------- | ---------------- | ---------------- | ---------------- | ---------------- | ---------------- | ---------------- | ---------------- | ---------------- | ---------------- | ---------------- | ---------------- | ---------------- |
| Джерело:                                      |                  |                  |                  |                  |                  |                  |                  |                  |                  |                  |                  |                  |                  |